# Weklice
Weklice (niem. Wöklitz) – wieś w Polsce położona w województwie warmińsko-mazurskim, w powiecie elbląskim, w gminie Elbląg. Leży na południowym skraju Wysoczyzny Elbląskiej. Przez Weklice przepływa Kowalewka. W pobliżu znajdują się ważne stanowiska archeologiczne.
W latach 1975–1998 miejscowość administracyjnie należała do województwa elbląskiego.

## Historia

### Prehistoria
Wieś Weklice jako punkt osadniczy ma bardzo starą metrykę, jej dzieje sięgają przynajmniej początków naszej ery. W pobliżu wsi znajduje się stanowisko archeologiczne kultury wielbarskiej identyfikowanej z plemionami Gotów i Gepidów przybyłymi ze Skandynawii. Odkryte na cmentarzysku datowanym obecnie na I – IV wiek n.e. niezwykle bogate znaleziska mogą świadczyć, że Weklice były znaczącym ośrodkiem władzy w okresie wpływów rzymskich. Odkryte w grobach importy rzymskie są dowodem na utrzymywanie przez miejscową populację kontaktów handlowych z prowincjami cesarstwa rzymskiego. 

### Okres wędrówek ludówiwczesne średniowiecze
Po odejściu znacznej części Gotów i Gepidów na południe w IV w n.e okolice Weklic zajęte zostały przez ludność zachodniobałtyjską, zwaną później Estami albo Prusami. Jak poświadczają znacznie późniejsze dokumenty krzyżackie, wieś nosiła również pruską nazwę Pomen, Pomenen. Kilka kilometrów na północny zachód od wsi zbudowali Prusowie trzy grody obronne, stanowiące elementy jednego potężnego założenia obronnego. Jego pozostałości w postaci trzech grodzisk zachowały się do dziś. W czasach niemieckich nosiły one nazwy Schweden Schanze (Szwedzki Szaniec) oraz Grosse i Kleine Schlossberg (Mała i Duża Góra Zamkowa). 

### Średniowiecze
Grodzisko Schweden Schanze pod nazwą castrum Weclitze (zamek Weklice) zostało wymienione w XIV-wiecznej Kronice pruskiej Piotra z Dusburga. Był to potężny gród obronny położony strategicznie na skraju Wysoczyzny Elbląskiej i otoczony głębokimi wąwozami dwóch strumieni: Rogowej Strugi i Pasieckiej Młynówki. W czasie drugiego powstania pruskiego (1260 – 1275) gród obsadzony był przez załogę krzyżacką i został oblężony a następnie spalony przez pruskie plemiona Pogezanów i sprzymierzonych z nimi Jaćwingów:
„Potem, gdy zauważyli, że wszystko układa się po ich myśli, podeszli pod zamek Weklice położony nad samą rzeką Rogowa (obecnie Pasiecka Struga) i po długim i zażartym szturmie oraz po zaciekłej obronie oblężonych w końcu obrócili go w popiół, a wszystkich ludzi schwytali i wymordowali”.
W czasach krzyżackich (koniec XIII – XV w.) Weklice były siedzibą komornictwa Pomen/Pomehnen. Komornik był to urzędnik krzyżacki, zazwyczaj zamożny Prus, który zajmował się ściąganiem opłat i wszelkich należności z podległej komornictwu ludności pruskiej. Komornictwu w Pomenen podlegały tylko wsie pruskie: Weklice, Pasieki, Myślęcin, Pilona, Komorowo Żuławskie i Przezmark oraz majątki rycerskie Janów Pomorski i Sierpin a także jakieś ziemie należące do Wilkowa zwane Limburg. Urząd ten podlegał wielkiemu szpitalnikowi, którym był zawsze komtur elbląski. W Weklicach znajdował się dwór, w którym urzędnicy ci mieli swoją siedzibę. Jego lokalizacje pozostaje dzisiaj nieznana, być może był to jeden ze wspomnianych powyżej grodów (Kleine Schlossberg?). Komornicy Bertold von Pomenen i Jacob von Wekelitcz „unser kemerer von Pomenen” (czyli komornik w Pomenen) wspomnieni są w dokumentach krzyżackich z lat 1334, 1377 i 1378
Nazwa "Weklice" po raz pierwszy pojawia się w źródłach pisanych w roku 1294. W dokumencie biskupa warmińskiego Henryka Fleminga z 17 stycznia 1294 w sprawie lokacji młyna na przedmieściu Köslin w Braniewie wymieniono młynarza Heinricha Wekelitz (inne wersje nazwiska Wekelicz i Wekelitcz). Nie wiadomo, czy młynarz pochodził z Weklic czy od nazwiska jego lub jego potomków/krewnych utworzono współczesną nazwę wsi, która zastąpiła starszą pruską nazwę Pomen/Pomenen. Jest to najstarszy zachowany dokument wymieniający współczesną nazwę wsi. Sama wieś po raz pierwszy wspomniana została w dokumencie wystawionym przez komtura elbląskiego Heinricha von Isenberg w dniu 25 sierpnia 1320 – niejaki Eghard zakupił od niejakiego Heinricha karczmę in villa Weklize. Dzięki temu dokumentowi wiemy o istnieniu w Weklicach karczmy. Inny karczmarz Hans von Wekelitcz wspomniany został w dokumencie z roku 1384. Powyżej wymienione dokumenty ukazują XIII i XIV-wieczne Weklice jako ośrodek lokalnej administracji krzyżackiej z dworem pruskiego komornika i karczmą położony w pobliżu potężnego założenia obronnego. W pewnym sensie była to kontynuacja ważnej roli tego miejsca z czasów funkcjonowania cmentarzyska i osady ludności kultury wielbarskiej o wysokim statusie społecznym.

### Czasy nowożytne
Po zakończeniu wojny trzynastoletniej (1466) Weklice zostały przyłączone do Prus Królewskich aż do pierwszego rozbioru w 1772, kiedy zostały włączone do nowo powstałej prowincji Prusy Zachodnie. Wieś okręgu sędziego ziemskiego Elbląga w XVII i XVIII wieku. Jeszcze za czasów polskich, w XVIII w., funkcjonowała w Weklicach szkoła, choć pierwszy budynek szkolny wzniesiono już po rozbiorach w 1821, a następny w 1875. W 1820 posiadały Weklice 29 włók ziemi, 10 gospodarstw i liczyły 201 mieszkańców. Na początku XX w. wieś obejmowała 600 ha i liczyła ponad 400 mieszkańców.

## Wieś obecnie[17]
Według stanu na koniec 2005 wieś liczyła 112 mieszkańców i zajmowała 318 ha, z czego 208 ha stanowiły użytki rolne i lasy. Przeważają gospodarstwa średniej wielkości (5-20 ha). Układ osadniczy wsi skupiony został wzdłuż głównej drogi i znajduje się w strefie ochrony
konserwatorskiej. Gospodarstwa wiejskie rozlokowane są po obu stronach drogi. W okresie
powojennym osiedlała się tu ludność o zróżnicowanych tradycjach kulturowych, co doprowadziło do
częściowej degradacji krajobrazu i dziedzictwa kulturowego. 
Przez wieś przebiega droga powiatowa Bogaczewo – Weklice (ok. 2 km), która stanowi główne połączenie komunikacyjne z drogą krajową nr 7. Dzieci dowożone są do szkoły podstawowej w Pilonie oraz gimnazjum w Gronowie Górnym. W 2000 powstała sieć wodociągowa o długości 10,5 km z Pilony do Myślęcina, Weklic i Bogaczewa.

## Stanowiska archeologiczne

### Grodziska
Wspomniane wcześniej położone na północ od wsi Weklice grodziska były obiektem amatorskich „badań” w latach 1822 – 23 oraz profesjonalnych badań archeologicznych prowadzonych przez archeologów niemieckich (Max Ebert i Bruno Ehrlich 1925) i polskich (Antoni Pawłowski 1987).

### Cmentarzysko
Na obszarze wsi znajduje się też cmentarzysko kultury wielbarskiej wiązanej z pobytem Gotów na ziemiach polskich w trakcie ich wędrówki nad Morze Czarne. Cmentarzysko zostało odkryte w roku 1923 przez nauczyciela z Myślęcina Wilhelma Klinka podczas wybierania piasku z pagórka, na którym się znajduje. Pierwsze niewielkie badania wykopaliskowe przeprowadzono latem 1925 roku pod kierownictwem Maxa Eberta i Brunona Ehrlicha. Wyniki opracował i opublikował Felix Jacobson w elbląskim czasopiśmie Elbinger Jahrbuch. Obecnie badane jest przez archeologów z Instytutu Archeologii i Etnologii PAN w Warszawie i jest ono uznawane za jedno z największych tego typu stanowisk w Europie. 
Według archeologów cmentarzysko w Weklicach funkcjonowało od I do IV wieku. W grobach znaleziono dużą ilość biżuterii, głównie srebrnej i bursztynowej.
Odkrywane w Weklicach importowane
przedmioty świadczą o dalekosiężnych powiązaniach mieszkającej tu ludności zarówno
z Cesarstwem Rzymskim, jak i ze Skandynawią. Dotychczas odkryto tu 
ponad 600 grobów wyposażonych W liczne zabytki. Najstarsze groby pochodzą z okresu około 70-100 r. n.e., zaś najmłodsze z połowy
IV wieku n.e. Występują tu wspólnie groby cialopalne i szkieletowe. 
W jednym z grobów, w którym pochowano około sześćdziesięcioletnią kobietę, archeolodzy znaleźli wyjątkowo cenne przedmioty. Zmarła miała na sobie dwie kolie bursztynowe i jedną z drobnych szklanych paciorków. Na piersi dwie ogromne srebrne zapinki i jedną mniejszą, zdobioną złotem. Na biodrach dwa
pasy. Pierwszy zupełnie zwyczajny, ozdobiony brązowymi detalami, drugi - bardzo szeroki, dekorowany brązowymi guzami,srebrnymi przywieszkami, z żelaznym sztylecikiem w skórzanej pochewce przywieszonej na kółku. W rękach trzymała woreczek, a w nim cztery wisiory z muszlami cauri, oprawiony w brąz pazur niedźwiedzia, trzy bursztynowe tarczki magicznymi rozetami w brązowych pierścieniach, paciorki szklane oraz jeden brązowy.
Kobieta ta była najpewniej kapłanką - wróżką, o których istnieniu i dużym znaczeniu wśród gockich plemion pisali starożytni autorzy.
Pochówki łodziowe
W Weklicach odkryto też kilkanaście grobów z pochówkami łodziowymi, które dotychczas
najbardziej znane były z cmentarzyska w Slusegård na duńskiej wyspie Bornholm. Zmarłych
składano W łodziach dłubankach wykonanych z jednego pnia. Najczęściej używano do tego pali
debowych. W jednym przypadku użyto jako trumny niewielkiej łódki o konstrukcji klepkowej. Łodzie, których użyto, miały od 1,6 do 2,45 m długości i około 0,5-0,8 m szerokości. Prawdopodobnie były to jednoosobowe jednostki przeznaczone do pływania po spokojnych wodach rzek i jeziora